# 루이에나시

시 문장

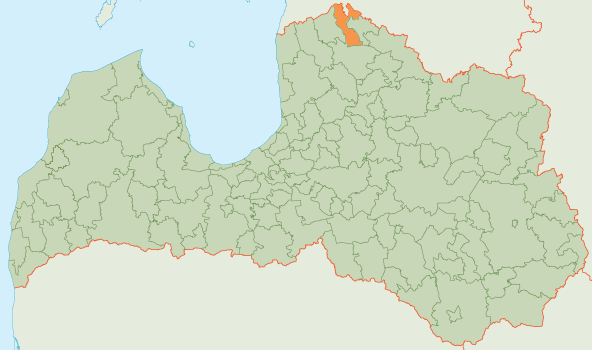
루이에나 시의 위치

루이에나시(라트비아어: Rūjienas novads)는 라트비아의 지방 자치체로 행정 중심지는 루이에나이며 면적은 352.2km2, 인구는 6,252명(2009년 기준), 인구 밀도는 18명/km2이다. 1개 도시, 4개 교구를 관할한다.